# Hans Weigmann
Hans Theodor Werner Weigmann (* 22. September 1897 in Kiel; † mutmaßlich 1944 bei Babrujsk) war ein deutscher Wirtschaftswissenschaftler und Hochschullehrer an der Universität Rostock und der Friedrich-Wilhelms-Universität zu Berlin. In Kürschners Deutscher Gelehrten-Kalender von 1935 wurde er  zusätzlich als Agrarsoziologe bezeichnet.

## Leben
Hans Weigmann war der Sohn des Bakteriologen und Milchwissenschaftlers Hermann Weigmann und dessen Frau Elisabeth, geb. Mennemann. Sein Bruder war der Bakteriologe und Hygieniker Friedrich Weigmann (1890–1975).
Nach dem Besuch des Königlichen Gymnasiums in Kiel nahm er von 1914 bis 1918 am Ersten Weltkrieg teil, zuletzt als Leutnant. Er wurde mit dem Eisenernen Kreuz 1. und 2. Klasse ausgezeichnet. Bis 1920 war Weigmann in französischer Kriegsgefangenschaft.
1918 legte Weigmann ein Notabitur in Lille ab. Er studierte von 1920 bis 1923 Wirtschaftswissenschaften an den Universitäten Halle und Kiel. 1923 wurde Weigmann in Kiel mit der Arbeit Die Idee der Autarkie im deutschen Merkantilismus zum Dr. sc. pol. promoviert. Von 1923 bis 1927 war er Assistent am Wirtschaftswissenschaftlichen Seminar der Universität Rostock. In Rostock habilitierte er sich mit der Arbeit Kritischer Beitrag zur Theorie des internationalen Handels. Ab 1925 war Weigmann Privatdozent für Wirtschaftswissenschaften, daneben Lehrbeauftragter für Soziologie, Sozialpolitik und Statistik und ab 1928 Assistent 1. Klasse, schließlich ab 1929 Professor an der Universität Rostock. Ab 1935 stand Hans Weigmann der Rostocker Hochschularbeitsgemeinschaft für Raumforschung als Leiter vor und führte gleichzeitig die Mecklenburgische Arbeitsgemeinschaft für Raumforschung. Mit seinem Buch „Politische Raumordnung“ beeinflusste er die Diskussion um die entstehende NS-Raumordnung. 1937 wechselte er als Professor für Wirtschaftswissenschaften an die Universität Berlin.
Weigmann, der in den frühen Jahren der Weimarer Republik der Marine-Brigade von Loewenfeld und der Organisation Consul angehört hatte, war in der Zeit des Nationalsozialismus Mitglied zahlreicher nationalsozialistischer Organisationen, darunter der Sturmabteilung (SA, ab 1933), des Nationalsozialistischen Lehrerbundes (NSLB, ab 1934), der NSDAP (Eintritt am 1. Mai 1937, Mitgliedsnummer 4.072.036) sowie jeweils ab 1937 der Nationalsozialistischen Volkswohlfahrt (NSV), des Nationalsozialistischen Deutschen Dozentenbundes (NSDDB) und des Nationalsozialistischen Rechtswahrerbundes (NSRB).
Von 1939 bis 1944 nahm Weigmann am Zweiten Weltkrieg teil. Er war zuletzt Major und Nationalsozialistischer Führungsoffizier (NSFO) im Stab der 383. Infanterie-Division. Im Juni 1944 wurde er bei Babrujsk (heute Belarus) als vermisst gemeldet und ist wahrscheinlich im Folgemonat gestorben.
Hans Weigmann gehörte – neben Christaller und Lösch – zu den durch den amerikanischen Wirtschaftswissenschaftler Walter Isard gelobten deutschen Raumwissenschaftlern.
Weigmann war ab 1925 mit Gertrud Buschmann (* 1901) verheiratet, das Paar hatte zwei Söhne.

## Schriften
- Die Idee Autarkie im deutschen Merkantilismus. Rechts- und staatswissenschaftliche Diss. Kiel, Rendsburg 1923.
- Kritischer Beitrag zur Theorie des internationalen Handels. G. Fischer, Jena 1926.
- Ideen zu einer Theorie der Raumwirtschaft. Ein Versuch zur Begründung einer realistischen Wirtschaftstheorie. In: Weltwirtschaftliches Archiv, Bd. 34 (1931), Heft 2, S. 1–40.
- Auswirkungen der Siedlung. Bausteine zum Siedlungsproblem. V. Teil: Siedlung und sozialer Aufstieg der Landarbeiter. Parey, Berlin 1934 (= 97. Sonderheft der „Berichte über Landwirtschaft“).
- Politische Raumordnung. Gedanken zur Neugestaltung des deutschen Lebensraumes. Hanseatische Verlags-Anstalt, Hamburg 1935.
- (Hrsg.) Archiv für Wirtschaftsplanung. In Verbindung mit der Reichsarbeitsgemeinschaft für Raumforschung, Kohlhammer, Stuttgart u. a. 1941 ff.